# Сандэк

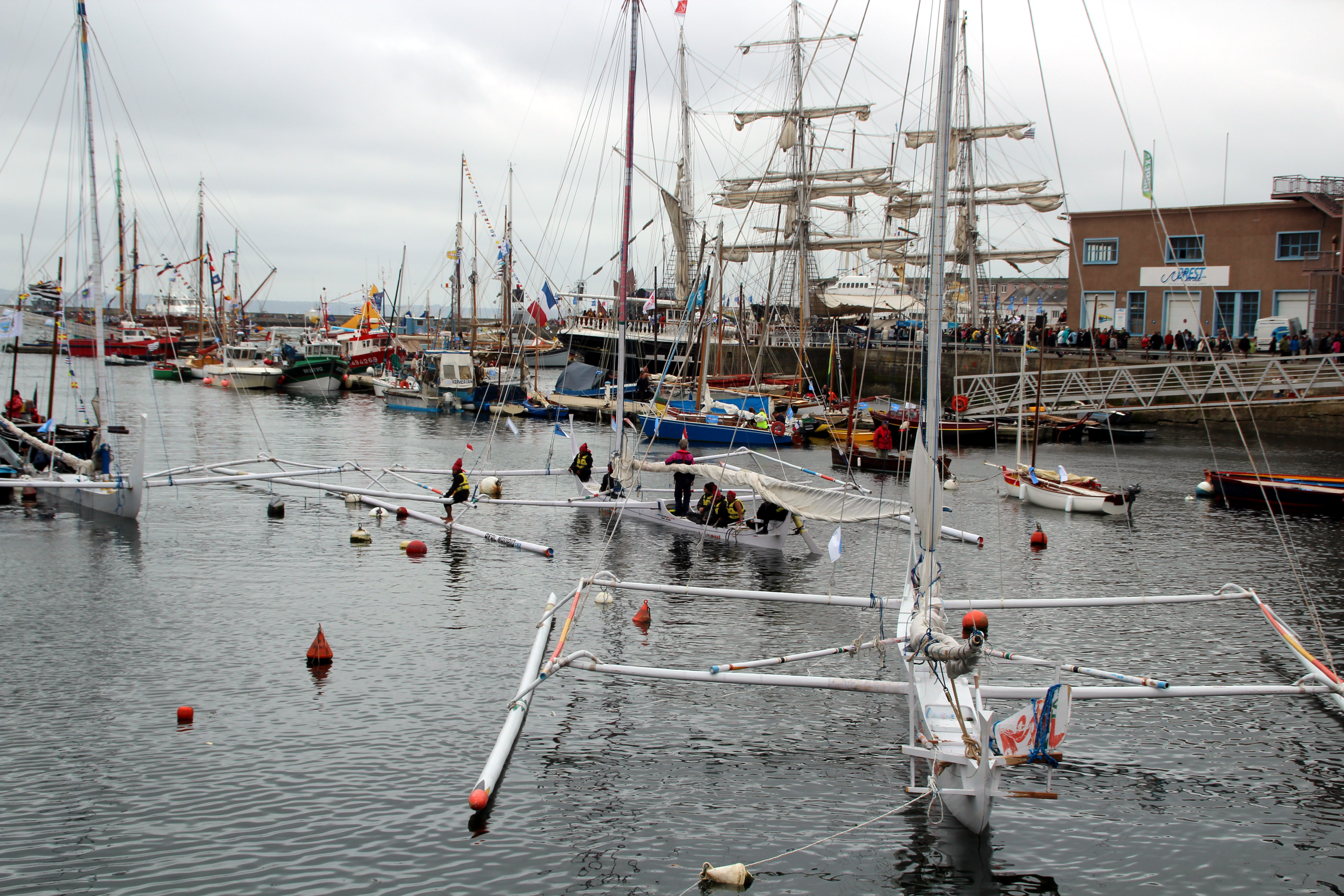
Сандеки на Fêtes maritimes de Brest, 2012

Сандэк (мандар. sandeq, заостренный) — тип балансирного парусника, который издавна использовался рыбаками народности мандар для морского промысла и как межостровное морское транспортное средство. Размеры лодки Sandeq варьируются в пределах — ширина корпуса от 0,5 до 1,5 метров, длина от 5 до 15 метров, что обеспечивает грузоподъемность от нескольких сотен килограммов до 2 тонн и более. Стройные обводы корпуса делают Sandeq самой скоростной лодкой.
Эта лодка известна как наследие морской культуры народности Мандар, населяющей провинцию Западное Сулавеси в Индонезии. В эпоху, предшествующую использованию двигателей на судах, Sandeq оставался доминирующим межостровным транспортным средством, поскольку помимо своих скоростных качеств, сандэк может двигаться против ветра, используя зигзагообразную технику плавания (на языке Мандар «маккараккайи»). Каждый год на Западном Сулавеси проводится лодочная гонка Sandeq. И хотя в настоящее время местные рыбаки строят и используют различные типы лодок, как малых так и больших, сандэк это единственная из них, которая использует исключительно энергию ветра, и до сих пор применяется на Западном Сулавеси.
Сандэк — наследие предков, традиционная лодка народности Мандар, предназначенная для морского промысла как средства к существованию, а также использовавшаяся в прошлом как океанское транспортное средство для перевозки сельскохозяйственных культур.
Сандэк обладает специфическими качествами, отличающими его от большинства других балансирных лодок.
Лодка сандэк имеет элегантную форму, длиной 9-16 метров и шириной от 0,5 до 1 метра, оснащена по бортам двумя бамбуковыми аутригерами, а также треугольным парусом, развивает скорость 15-20 узлов, или 30-40 км в час. Этот парусник также может «прошивать» большую волну.
Сандэк способен противостоять ветру и волнам во время преследования рыбаками стаи тунца. Когда наступает промысловый сезон сбора икры летучих рыб, рыбаки используют сандэк для установки ловушек икры, изготовленных из кокосовых листьев и водорослей, а также для доставки специй в Макассар из Тернате и Тидора.
В прошлые времена, когда рыбаки не могли выйти в море по погодным условиям, они заполняли свободное время гонками на лодках сандэк. Главным в этих соревнованиях было искусство маневрирования. Лодки двигались по треугольнику. Подобные соревнования требуют тщательности учета ветровых условий и правильного выбора техники маневрирования. На них проверялась искусность рыбаков в управлении лодкой.
Сандэк используется на популярных гонках «Sandeq race», проводимых в ознаменование годовщины провозглашения независимости Индонезии.
Иногда проводятся гонки, имеющие целью доказать надежность этой лодки (Хорст Либнер, исследователь сандэк из Германии, считает, что нет других традиционных лодок, таких же крепких и быстрых, как сандэк, которые являются самой быстрой традиционной лодкой в Австронезии)
Гонки сандэк можно увидеть во время «Sandeq race», последняя из которых состоялась в августе, когда лодки прошли 300 километров по маршруту из Мамуджу (Западное Сулавеси) до Макассара (Южное Сулавеси).